# ASTRODYNAMICS
『ASTRODYNAMICS』（アストロダイナミクス）は、デーモン閣下のソロプロジェクト「!」（エクスクラメイション）が発表したオリジナル・アルバム。

## 概要
聖飢魔II解散後としては最初のアルバムで、デーモン小暮閣下としては3枚目となる作品。
サウンド・プロデュースはScudelia Electroの吉澤瑛師と寺田康彦。
シングルにはなかった日本語詞の楽曲も収録している。

## 収録曲
1. PHANTOM
作詞：! / 作曲・編曲：吉澤瑛師
2. ? [QUESTION MARK]
作詞：! / 作曲・編曲：吉澤瑛師
3. ASTRODYNAMICS
作詞：! / 作曲・編曲：吉澤瑛師
4. AGE OF ZERO!
作詞：! / 作曲・編曲：吉澤瑛師
5. DESTINYLAND
作詞：! / 作曲：DELPEEERO橋本 / 編曲：吉澤瑛師
6. NEW DAYS COMES
作詞：! / 作曲・編曲：吉澤瑛師
7. PARADISE!
作詞：! / 作曲: 佐藤清喜 / 編曲：吉澤瑛師
8. いざ戦場へ!
作詞：! / 作曲・編曲：吉澤瑛師
9. POISON!
作詞：! / 作曲・編曲：吉澤瑛師）
10. AGE OF ZERO! (Tiny Bostang  mix)
作詞：! / 作曲・編曲：吉澤瑛師、Remix：寺田康彦
11. ANAPA
作詞：! / 作曲・編曲：吉澤瑛師

## シングル「AGE OF ZERO!」
『AGE OF ZERO!』（エイジ・オブ・ゼロ）は!の1枚目のシングル。

### 収録曲
1. AGE OF ZERO!
作詞：! / 作曲・編曲：吉澤瑛師
読売テレビ系『フジリコ』のエンディング・テーマとして使用された[2][3]。
2. PARADISE!
作詞：! / 作曲：佐藤清喜 / 編曲：吉澤瑛師
3. SHOUT! 〜A Singing Journalist〜
作詞：! / 作曲：田尻光隆 / 編曲：吉澤瑛師）
4. AGE OF ZERO! (Bostang mix)
作詞：! / 作曲・編曲：吉澤瑛師 / Remix：寺田康彦